# Taeniaptera gratula
Taeniaptera gratula är en tvåvingeart som beskrevs av Steyskal 1967. Taeniaptera gratula ingår i släktet Taeniaptera och familjen skridflugor. Inga underarter finns listade i Catalogue of Life.